# Вера-Мендис

Вера-Мендис на карте штата.

Вера-Мендис (порт. Vera Mendes) — муниципалитет в Бразилии, входит в штат Пиауи. Составная часть мезорегиона Юго-восток штата Пиауи. Входит в экономико-статистический микрорегион Алту-Медиу-Канинде. Население составляет 2986 человек на 2010 год. Занимает площадь 341,974 км². Плотность населения — 8,73 чел./км².

## Демография
Согласно сведениям, собранным в ходе переписи 2010 г. Национальным институтом географии и статистики (IBGE), население муниципалитета составляет:
| Полное население                               | Полное население                               | Полное население                               | Полное население                               | 2986  |
| ---------------------------------------------- | ---------------------------------------------- | ---------------------------------------------- | ---------------------------------------------- | ----- |
| в том числе:                                   | Городское население                            | 966                                            | Процент городского населения, %                | 32,35 |
|                                                | Сельское население                             | 2020                                           | Процент сельского населения, %                 | 67,65 |
|                                                | Мужское население                              | 1492                                           | Процент мужского населения, %                  | 49,97 |
|                                                | Женское население                              | 1494                                           | Процент женского населения, %                  | 50,03 |
| Плотность населения, чел/км²                   | Плотность населения, чел/км²                   | Плотность населения, чел/км²                   | Плотность населения, чел/км²                   | 8,73  |
| Население муниципалитета в % к населению штата | Население муниципалитета в % к населению штата | Население муниципалитета в % к населению штата | Население муниципалитета в % к населению штата | 0,10  |

По данным оценки 2016 года, население муниципалитета составляет 3025 жителей.

## Статистика
- Валовой внутренний продукт на 2003 год составляет 4 773 992,00 реалов (данные: Бразильский институт географии и статистики).
- Валовой внутренний продукт на душу населения на 2003 год составляет 1615,56 реалов (данные: Бразильский институт географии и статистики).
- Индекс развития человеческого потенциала на 2000 год составляет 0,515 (данные: Программа развития ООН).